# 楊慶 (隋の皇族)
楊 慶（よう けい、生没年不詳）は、隋の皇族。郇王。

## 経歴
河間王楊弘と元妃のあいだの子として生まれた。大業6年（610年）、郇王に封じられた。楊慶は追従を得意とし、時宜に応じて態度を変えることができた。ときに煬帝は肉親を猜疑して、滕王楊綸らをはじめとしてみな爵位を奪われて追放されていたが、楊慶はひとり官爵を保っていた。諸官を歴任して滎陽郡太守となり、治績を挙げた。通守の張須陀とともに翟譲を討ち、張須陀が翟譲を破った。
李密が洛口倉に拠ると、滎陽郡の諸県の多くは李密に応じたが、楊慶は兵を率いて防備を固めた。李密がたびたび滎陽を攻撃してきたが、攻め落とすことができなかった。1年あまりして、城中の食糧が尽き、兵勢は逼迫してきた。李密が楊慶に信書を送って説得すると、楊慶は李密に降伏し、郭氏に改姓した。李密が王世充に敗れると、東都に復帰して、楊氏に姓をもどした。越王楊侗はかれを責めなかった。楊侗が称制すると、楊慶は宗正卿に任じられた。
王世充が簒奪をたくらむと、楊慶は筆頭で即位を勧進した。王世充が帝を称すると、郇国公に爵位を降格され、再び郭氏を称した。王世充は兄の娘を楊慶にめあわせ、滎州刺史を代行させた。王世充が敗れそうになると、楊慶はその妻とともに唐に帰順しようとした。楊慶の妻の王氏は「私がもし長安におともすれば、公家の1婢となるのみです。何の用が私にありましょうか。願わくば私を東都に送り返してください」といった。楊慶は許さなかった。王氏は沐浴して化粧をほどこし、毒薬を仰いで死んだ。楊慶は唐に帰順して、宜州刺史・郇国公となり、楊氏に姓をもどした。楊慶の母の元太妃は、年老いて両目を失明していたが、王世充は楊慶がそむいたと知って元氏を斬った。

## 伝記資料
- 『隋書』巻43 列伝第8
- 『北史』巻71 列伝第59